# Chambre de commerce franco-tchèque
 (novembre 2014).
Si vous disposez d'ouvrages ou d'articles de référence ou si vous connaissez des sites web de qualité traitant du thème abordé ici, merci de compléter l'article en donnant les références utiles à sa vérifiabilité et en les liant à la section « Notes et références ».
La Chambre de commerce franco-tchèque (CCFT) est une organisation basée en République tchèque membre du réseau des chambres de commerce françaises à l'International (CCIF ). Elle est dirigée par un Conseil d'administration composé de membres élus tous les 2 ans. Depuis sa création en 1996, la chambre de commerce franco tchèque anime et accompagne plus de 300 entreprises, membres de sa communauté business en république tchèque.

## Le Booster: business development sur le marché tchèque
Le Booster est le service de développement commercial de la Chambre de commerce franco-tchèque. Depuis plus de 20 ans, ses experts assermentés proposent toute une gamme de services pour accompagner le développement des entreprises françaises, tchèques et internationales sur le marché tchèque, de l'approche marché à la gestion de filiale. Voici une liste des outils mis à disposition des entrepreneurs :
- Business development :
  - Etudes de marché
  - Learning expeditions
  - Contacts clés
  - Développement commercial
  - Participation à des salons
  - Recherche de fournisseurs, sous traitants
  - Domiciliation d'entreprise

- Implantation : 
  - Location de postes de travail
  - Création de société
  - Gestion comptable
  - Recherche de bureaux ou bâtiments industriels
  - Croissance externe
  - Traductions, interprétation

- Recrutement et Ressources Humaines :
  - Aide au recrutement
  - Portage et gestion salariale
  - Bourse d'emploi et de candidats
  - Formation des collaborateurs

## Informations et communication
Pour informer ses membres des dernières actualités économiques et de sa communauté, la Chambre de commerce franco-tchèque réalise une veille permanente, consultable sur son site web, ses réseaux sociaux et sa newsletter. Elle réalise également des sondages économiques relayés auprès des organisations politiques et économiques tchèques et françaises.

## Événements
Pour animer sa communauté, la Chambre organise également de nombreux événements de réseautage (café du commerce, tournoi de pétanque..) et d'informations business (clubs d'affaires, webinaires thématiques..)